# Ruggero Verity

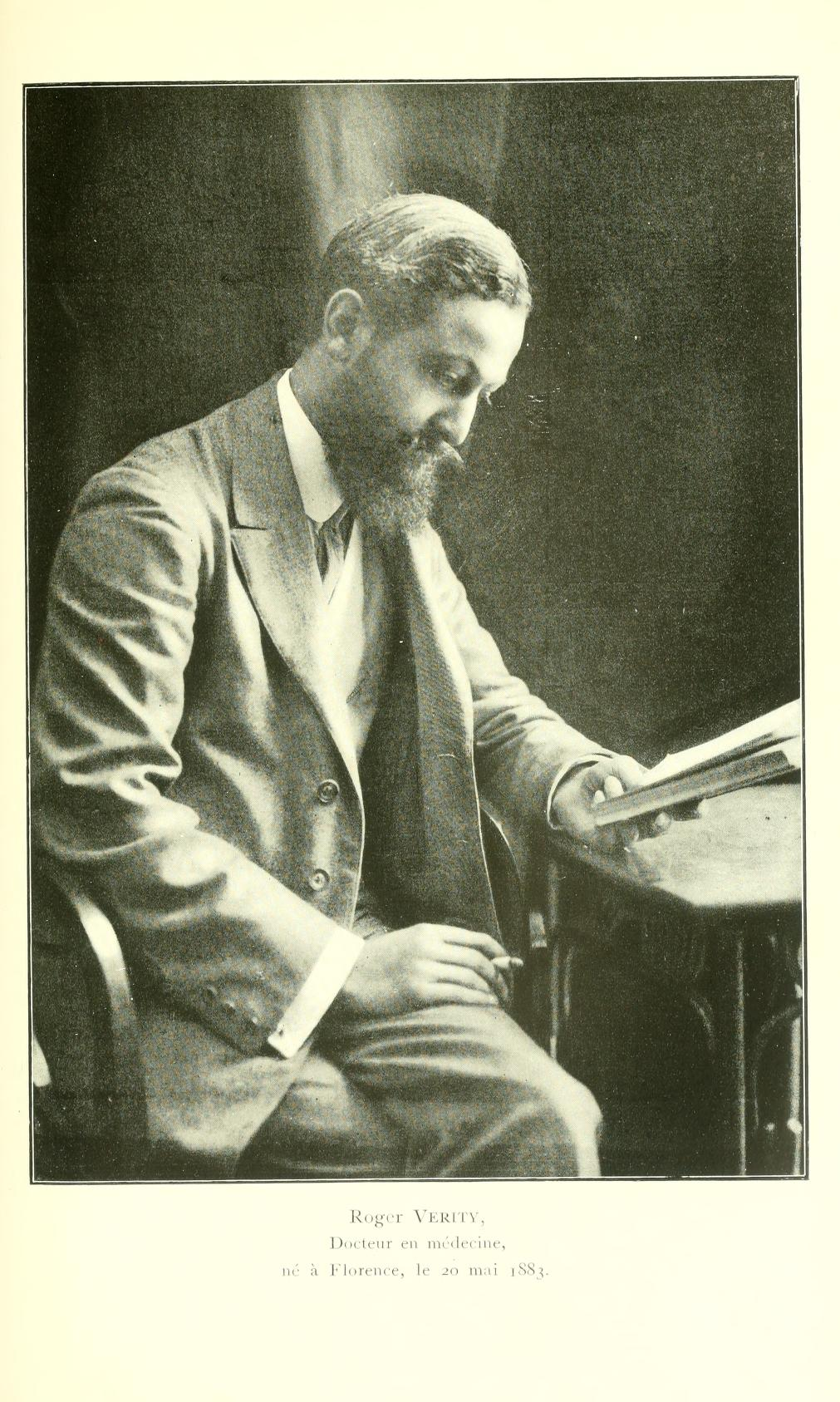

Ruggero Verity, auch Roger Verity, (* 20. Mai 1883 in Florenz; † 4. März 1959 in Fiesole bei Florenz) war ein italienischer Schmetterlingssammler und Lepidopterologe.
Sein Schwerpunkt lag eindeutig bei seiner Sammlung, die er nicht sehr sorgfältig verwahrte. Viele Stücke erwarb er von Händlern, hauptsächlich von der Firma Staudinger & Bang-Haas und der Familie Querci. Querci und seine Frau sammelten und präparierten für ihn fast ihr ganzes Leben lang.
Ruggero Verity beschrieb, meist mangelhaft und ungenau, etwa 2000 Arten, Unterarten, Exegeten, Rassen und Formen, meist aus der Überfamilie der Papilionoidea und der Familie der Widderchen (Zygaenidae). Wissenschaftliche Revisionen zu Veritys Werk sind publiziert. Die meisten Falter seiner Sammlung stammen aus Europa. Sie enthält aber auch Exemplare  aus dem palaearktischen Asien, Afrika und dem arktischen Nordamerika.

## Schriften
Die wichtigsten seiner über 150 Veröffentlichungen sind Rhopalocera Palaearctica und Le farfalle diurne d’Italia.

## Sammlung
Große Teile seiner Sammlung gingen an das Museo Zoologico de la Specola in Florenz.

## Kritik an seiner Taxonomie
Veritys Ansicht zu Taxa unterhalb des Artstatus, wie es zu seiner Zeit und davor üblich war, besonders die lokalen Rassen und Unterarten, werden heute nicht als gültige Taxone angesehen. Unüblich ist seine Handhabung derselben. So benutzte er anfangs Unterart und ersetzte diese später durch Exeget, wobei diese teilweise nicht zu den Internationalen Regeln für die Zoologische Nomenklatur passen, die nach dem zweiteiligen Namen aus Gattung und Art als dritten Namen den des untergeordneten Taxons erfordert. Er beschrieb aber Exegeten z. B. als 'südlicher Exeget' von 'Gattung Art' statt 'Gattung Art Exeget'. Die Unterart, wie sie in der zoologischen  Nomenklatur definiert ist, ersetzte er durch den Begriff der Rasse und kritisierte andere dafür, den Begriff Unterart zu verwenden.